# Бриндли, Джеймс
Джеймс Бриндли (англ. James Brindley; 1716—1772) — английский инженер и изобретатель.

## Биография
Джеймс Бриндли родился в 1716 году в семье фермера-йомена и ремесленника в Дербишире в деревне Танстед (англ.), находящейся в местности Пик-Дистрикт. Поскольку последнее в то время было практически изолированно, образованием мальчика занималась в основном его мать.

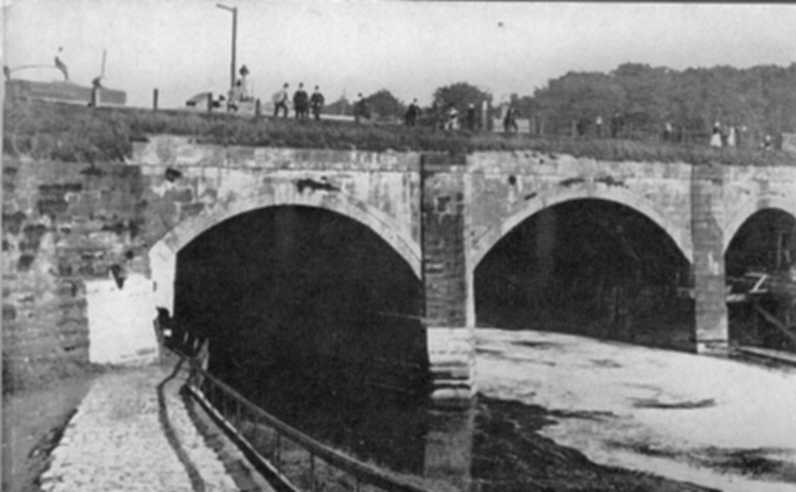
Бартонский акведук; 1891 год
(незадолго до его сноса)

В возрасте 17 лет юноша поступил к одному из строителей мельниц в качестве ученика слесаря и тут впервые проявил свои блестящие способности к механике.
Одной из первых самостоятельных работ Джеймса Бриндли была машина для выкачивания воды из шахт, поставленная им на угольных копях в Клифтоне. Три года спустя он построил машину для шёлковой фабрики в Конглтоне (графство Чешир).

### Строительство каналов
Позже деятельность его сосредоточивалась преимущественно на проведении каналов, и здесь талант Бриндли раскрылся в полной мере.
Именно он спроектировал и построил Бриджуотерский канал, открытый в 1761 году и положивший начало Промышленной революции. Перевозки существенно удешевили стоимость товаров, так, в Манчестере стоимость угля упала вдвое.
28 мая 1772 года построенный Бриндли канал Стаффордшир-Вустершир был полностью открыт для движения от пересечения с каналом Трент — Мерси до реки Северн в Сторпорте. Его размеры определяют размеры судов, используемых во всей сети каналов Англии (72 фута длиной и 7 футов шириной) (см. нэрроубот).
При всей своей одаренности, инженер Бриндли не имел формального образования и редко, если вообще когда-либо, изображал свои проекты бумаге. Во время строительства Бриджуотерского канала Бриндли пришлось посетить Лондон, где он представил парламентской комиссии проект будущего Бартонского акведука. Когда его спросили о составе используемого гидроизолирующего состава, он велел принести в комнату комитета глиняную массу. Он слепил из глины лохань и налил в неё воду, показав её водоупорные свойства. Позже, когда его попросили представить чертеж акведука, который он намеревался построить, он ответил, что у него нет изображения на бумаге, но продемонстрирует свои намерения с помощью модели. Затем он вышел и купил большую голову чеширского сыра, которую разделил на две равные половины, сказав: «Вот моя модель». Затем, к удовольствию комитета, он использовал две половинки сыра, чтобы изобразить полукруглые арки, положенные поверх длинного прямоугольного предмета, демонстрировшего реку, протекающую под акведуком, и канал, протекающий над ними.
Джеймс Бриндли умер 27 сентября 1772 года в графстве Стаффордшир.

## Память
В честь инженера Джеймса Бриндли были названы James Brindley Science College, The Brindley и Бриджуотерский канал.